# سرژ برانکو
سرژ برانکو (فرانسوی: Serge Branco‎؛ زادهٔ ۱۱ اکتبر ۱۹۸۰) بازیکن فوتبال اهل کامرون است که در پست مدافع و هافبک بازی می‌کند.
از باشگاه‌هایی که در آن بازی کرده‌است می‌توان به باشگاه فوتبال ویسوا کراکوف، باشگاه فوتبال کویینز پارک رنجرز، باشگاه فوتبال لیدز یونایتد، باشگاه فوتبال اشتوتگارت، باشگاه فوتبال آینتراخت براونشوایگ، باشگاه فوتبال آینتراخت فرانکفورت، باشگاه فوتبال ام‌اس‌وی دویسبورگ، باشگاه فوتبال الیرموک کویت و باشگاه ورزشی المحرق اشاره کرد.